# The Runaway Found
The Runaway Found è l'album di debutto dei The Veils, uscito nel 2004.

## Tracce
1. The Wild Son
2. Guiding Light
3. Lavinia
4. More Heat Than Light
5. The Tide That Left and Never Came Back
6. The Leavers Dance
7. Talk Down the Girl
8. The Valleys of New Orleans
9. Vicious Traditions
10. The Nowhere Man